# Fonds d'adaptation au changement climatique
Le Fonds d'adaptation au changement climatique (FACC) plus souvent dénommé Fonds d'adaptation  (FA) ou est un fonds alimenté, pour l'essentiel, par une taxe internationale fondée sur le mécanisme de développement propre (MDP) mis en place par le protocole de Kyoto pour financer des projets ou des programmes d'adaptation au changement climatique dans les pays en développement ; pays qui sont souvent particulièrement affectés par le dérèglement climatique, alors qu'il y contribuent moins que les pays riches. Ce fonds complète d'autres outils financiers établis sous la convention-cadre des Nations unies sur le changement climatique : le Fonds pour les pays les moins avancés, le Fonds spécial pour les changements climatiques et le Fonds vert pour le climat. 
Entre son lancement en 2007 et 2017 en 10 ans, il a financé des projets d'adaptation dans plus de 60 pays pour un montant d’environ 500 millions de dollars.
Dans les cadres et outils financiers de la communauté internationale, ses principes de gouvernance, ses modalités de financement et ses règles d'allocation de ressources sont originaux (les pays en développement dominent sa gouvernance, tout en recherchant un compromis des parties prenantes) ; les pays en développement via 1) les « entités nationales d'exécution » (INM) accréditées et 2) les « agences régionales d'exécution » (RIE) peuvent directement présenter au conseil d'administration du Fonds leurs demandes de subvention (en contournant le filtre des institutions internationales traditionnelles). 
Il permet des actions d'adaptation, complémentaire des stratégies d'atténuation, qui visent elles à moins émettre de gaz à effet de serre et à restaurer ou protéger les capacités de puits de carbone des écosystèmes ou agroécosystèmes.
Ce fonds et le Fonds vert, malgré des promesses réitérées plusieurs fois peinent à être pleinement et rapidement alimenté. Leur financement a été une pierre d'achoppement de la préparation de la COP21. L'engagement financier des pays développés à l’horizon 2020 porte à la fois sur des sources publiques et privées, sans engagement sur la part respective de ces deux sources

## Histoire
Bien qu'établi en 2001 lors de la 7e Conférence des Parties (COP7) à la convention-cadre des Nations unies sur les changements climatiques (CCNUCC) de Marrakech Maroc), ce Fonds n'a été officiellement lancé qu'en 2007 pour financer des projets d'adaptation au changement climatique dont les effets commençaient à fortement peser sur les communautés et certains secteurs économiques des pays en développement (qui sont des parties au Protocole de Kyoto). L'Article 4.4 de la CCNUCC (1992) stipule que « les pays développés Parties et les autres Parties développées figurant à l’annexe II aident les pays en développement Parties particulièrement vulnérables aux effets néfastes des changements climatiques à faire face au coût de leur adaptation auxdits effets ».

## Financements
Ils devaient initialement essentiellement provenir d'une taxe internationale basée sur le mécanisme de développement propre (MDP). Ce mécanisme mis en place par le protocole de Kyoto veut que quand un pays riche finance des projets réduisant ou évitant des émissions de gaz à effet de serre dans des pays en développement pour bénéficier de crédits carbone, une partie (2 %) de ces investissements est prélevé et versé au fonds d'adaptation. 
Des fonds provenant d'autres sources peuvent s'y ajouter. 
Au 30 septembre 2013, le Fonds avait accumulé un produit de 188,6 millions de dollars américains provenant des ventes de CER.
Au 30 novembre 2013, il disposait de 156 millions de dollars américains à allouer à des projets d'adaptation au changement climatique,. 
Début novembre 2013, le Conseil du Fonds pour l'adaptation (AFB) avait alloué environ 200 millions de dollars EU pour soutenir l'adaptation au changement climatique dans 29 pays.
En octobre 2015, le Fonds pour l'adaptation avait engagé 331 millions de dollars EU dans 54 pays. 
Alors que le marché des crédits-carbone chutait, d'autres sources de financement ont pris une importance vitale pour le Fonds pour l'adaptation (notamment les dons provenant des pays de l'Annexe 1, qui s'élevaient à 151 millions de dollars américains au 30 septembre 2013. 

Dans le cadre d'un important effort de collecte de fonds, l'ABGF et le secrétariat ont dépassé leur objectif de dons annoncés à la fin de 2013, avec plus de 100 millions de dollars US promis et donnés par les gouvernements
Le Fonds d'adaptation est géré par un Conseil du Fonds pour l'adaptation (AFB) qui dispose d'un secrétariat qui fournit des services de recherche, de conseil, d'administration et un éventail d'autres services au Conseil ; il se compose d'un personnel international basé à Washington, DC. 
L'ABF est composée de 16 membres et de 16 suppléants représentant les pays de l'Annexe I, les pays non-Annexe I, les pays les moins avancés (PMA), les Petits États Insulaires en Développement (PEID) et les circonscriptions régionales. L'AFB se réunit trois fois par an à Bonn, en Allemagne.

La Banque mondiale est administrateur de ce Fonds d'adaptation. 

Le Parlement allemand a conféré la capacité juridique à l'AFB.

## Critères d'allocation des ressources
La littérature cite souvent deux critères éthiques et sociaux, parfois difficiles à évaluer : 
1. l'équité, qui implique une procédure juste[18],[19],[20] répondant aux vrais niveaux de besoins, eux-mêmes calculés au vu de la vulnérabilité estimée du pays au changement climatique[21],[22]
2. l'efficience, qui cherche à prioriser le financement d'actions dont on suppose qu'elles développeront les bénéfices les plus importants à court ou moyen terme[23],[24],[25]. Mais si le critère coût-efficacité des mesures d'atténuation apparaît à trois reprises dans le texte des Accords de Cancun (2010), il ne concerne pas les actions d'adaptation pour lesquelles « le financement de l’adaptation sera destiné en priorité aux pays en développement les plus vulnérables, dont les pays les moins avancés (PMA), les petits États insulaires en développement (PEID) et les pays d'Afrique »[26].

## Entités nationales d'exécution accréditées (AIEpourAccredited Implementing Entities)
Fin 2016 étaient accréditées les entités d'exécution suivantes :

### Entités nationales de mise en œuvre (NIEspourNational Implementing Entities)[28]
- Planning Institute of Jamaica - Jamaica
- Centre de Suivi Ecologique – Senegal
- Agencia Nacional de Investigacion e Innovacion – Uruguay
- National Environmental Fund - Benin
- South African National Biodiversity Institute (SANBI) - South Africa
- Protected Areas Conservation Trust (PACT) - Belize
- Ministry of Planning and International Cooperation - Jordan
- Ministry of Natural Resources (MINIRENA) - Rwanda
- National Environment Management Authority (NEMA) - Kenya
- Mexican Institute of Water Technology (IMTA) - Mexico
- Unidad para el Cambio Rural (Unit for Rural Change - UCAR) - Argentina
- National Bank for Agriculture and Rural Development (NABARD) - India
- Fundecooperación para el Desarrollo Sostenible - Costa Rica
- Agency for Agricultural Development (ADA) - Morocco
- Agencia de Cooperación Internacional de Chile - Chile
- Desert Research Foundation of Namibia (DRFN) - Namibia
- Environment Division - Antigua & Barbuda
- Fundación Natura - Panama
- Micronesia Conservation Trust (MCT) - Micronesia
- Peruvian Trust Fund for National Parks and Protected Areas (PROFONANPE) - Peru
- Ministry of Finance and Economic Cooperation (MoFEC) - Ethiopia
- Partnership for Governance Reform in Indonesia (Kemitraan) - Indonesia
- Ministry of Finance and Economic Management (MFEM) - Cook Islands
- Environmental Project Implementation Unit (EPIU) - Armenia

## Entités régionales d'exécution accréditées (RIEspourRegional Implementing Entities)
Fin 2016 étaient accréditées les entités d'exécution suivantes :
- Observatoire du Sahara et du Sahel(OSS)
- Secretariat of the Pacific Regional Environment Programme (SPREP)
- Banque ouest-africaine de développement (West African Development Bank) (BOAD)
- Central American Bank for Economic Integration (CABEI)
- Corporación Andina de Fomento (CAF)
- Caribbean Development Bank (CDB)

### Entités d'exécution multilatérales (ouMIEspourMultilateral Implementing Entities)[29]
- Banque africaine de développement (ou AfDB pour African Development Bank)
- Banque asiatique de développement (ou ADBTexte en italique pour Asian Development Bank )
- Banque européenne pour la reconstruction et le développement (EBRD pour European Bank for Reconstruction and Development )
- Fonds international de développement agricole (ou IFAD pour International Fund for Agricultural Development)
- Banque interaméricaine de développement (ou IDB pour Inter-American Development Bank)
- Programme des Nations unies pour les établissements humains (UN-Habitat)
- Programme des Nations unies pour le développement (PNUD ou UNDP pour United Nations Development Programme)
- Programme des Nations unies pour l'environnement (PNUE ou UNEP pour United Nations Environmental Programme)
- Programme alimentaire mondial  (PAM ou WFP pour United Nations World Food Programme)
- Organisation des Nations unies pour l'éducation, la science et la culture (ou UNESCO pour United Nations Educational, Scientific and Cultural Organization)
- Banque mondiale (International Bank for Reconstruction and Development)
- Organisation météorologique mondiale (OMM ou WMO pour World Meteorological Organization)